# Ludwików (powiat ostrowski)
Ludwików – wieś w Polsce położona w województwie wielkopolskim, w powiecie ostrowskim, w gminie Przygodzice.

## Położenie
Ludwików położony jest w południowej części powiatu ostrowskiego, nad strugą Olszówka, ok. 2 km od Antonina, w niewielkiej odległości od drogi krajowej  odcinek Ostrów Wielkopolski – Oleśnica.

## Przynależność administracyjna
| Ludwików  | Ludwików                  | Ludwików                  | Ludwików                  |
| Okres     | Jednostka administracyjna | Jednostka administracyjna | Jednostka administracyjna |
| --------- | ------------------------- | ------------------------- | ------------------------- |
| (w 1884)  |                           | powiat odolanowski        |                           |
| 1975–1998 | województwo kaliskie      | województwo kaliskie      | gmina Przygodzice         |
| 1999–     | województwo wielkopolskie | powiat ostrowski          | gmina Przygodzice         |

## Historia
Pod koniec XIX w. wieś Ludwików z pustkowiem Wnuk i folwarkiem należącym do dominium i hrabstwa przygodzickiego liczył 229 mieszkańców. W latach 1830–1866 w miejscowości funkcjonowała huta szkła, napędzana siłą wody.  
W 1932 założono Ochotniczą Straż Pożarną (OSP Ludwików).    